# Phragmatobia subnigra
Phragmatobia subnigra är en fjärilsart som beskrevs av Miller 1881. Phragmatobia subnigra ingår i släktet Phragmatobia och familjen björnspinnare. Inga underarter finns listade i Catalogue of Life.